# Cappella della Madonna del Foresto
La cappella della Madonna del Foresto o cappella del Bei Bailà o del Sbarbayò è un luogo di culto cattolico situato nella frazione di Palo nel comune di Sassello, in provincia di Savona. La chiesetta è ubicata lungo la strada di collegamento con Urbe. Da circa 20 anni la casa accanto alla cappella è gestita dal gruppo Scout Genova 7 (Voltri).

## Storia e descrizione

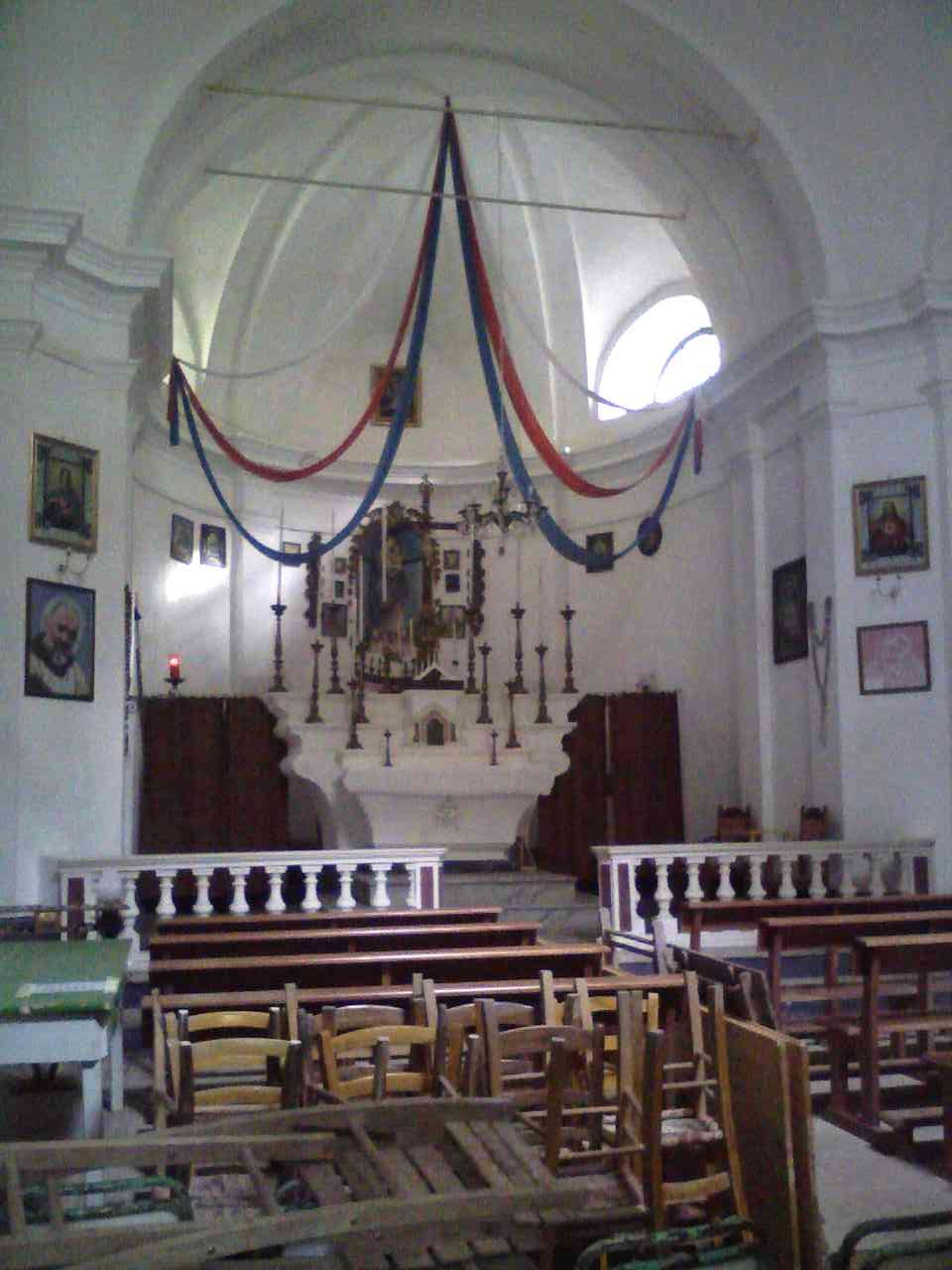
L'interno

Il complesso è costituito da una chiesa centrale sul cui lato destro si trova una più antica cappella di piccole dimensioni e sul lato destro una canonica adibita a rifugio per gli escursionisti gestito dal Gruppo scout Genova 7 di Genova Voltri.
La primitiva cappella fu eretta nel 1798 dal boscaiolo Francesco Buonfiglio, il quale, rimasto sotto un albero che stava abbattendo l'11 agosto 1795, riuscì a salvarsi invocando la Madonna. Sul retro dell'edificio si trova una colonna con una statua della Madonna, prima costruzione votiva del Buonfiglio, dalla cui base ancora oggi zampilla una fonte, la quale secondo la tradizione popolare avrebbe virtù curative. Nel 1807 la cappellina fu inglobato in una cappella più grande dedicata alla Madonna del Buon Consiglio (si tratta dell'edificio con portico a sinistra della chiesa). La prima messa fu celebrata il 7 settembre 1810 dall'arciprete di Sassello Zunini.
L'edificio della chiesa attuale, di epoca successiva, è a croce greca con volta centrale a cupola. Le pareti sono semplicemente imbiancate, le balaustre sono in legno e non vi si trovano tele di rilievo. Dietro l'altare è posizionata la statua della Madonna. All'interno della chiesa, nella cappella di destra, si trovano le targhe commemorative dei caduti di Sassello durante la prima guerra mondiale.
Le celebrazioni si tengono solo durante la prima settimana di settembre. La chiesetta è detta anche "del Bei Bailà" perché il boscaiolo che la costruì pare fosse anche un provetto ballerino.